# Adele Schreiber

Adele Schreiber-Krieger (vor 1921)

Adele Georgine Schreiber-Krieger (gebürtige Adele Schreiber * 29. April 1872 in Wien; † 18. Februar 1957 in Herrliberg) war eine österreichisch-deutsche Frauenrechtlerin, Politikerin und Journalistin.

## Leben

### Herkunft und Jugend
Adele Schreiber stammte aus einer jüdischen Familie. Ihr Großvater Samuel Schreiber war in Böhmisch-Leipa Lehrer an der israelitisch-deutschen Normalschule gewesen. Er trat mit seiner Frau Clara, die ebenfalls Jüdin war, 1894 zum Katholizismus über. Adeles Vater Josef Schreiber (1835–1908) war Arzt, der 1860 in Wien promoviert wurde. In Bad Aussee, dessen Ehrenbürger er 1899 wurde, gründete er 1869 das erste Sanatorium Österreichs, 1883 das Privatsanatorium Alpenheim. Ihre Mutter Clara Schreiber, gebürtige Hermann (1848–1905), die in Wien geboren und in Brünn aufgewachsen war, hatte von ihrem Stiefvater eine sorgfältig Erziehung und Ausbildung erhalten. Bereits als 18-Jährige schrieb sie einen Bericht über ihre Erlebnisse während des Deutsch-Österreichischen Kriegs und veröffentlichte später Artikel in der Wiener Allgemeinen Zeitung und schrieb mehrere Bücher. Adele Schreiber beschrieb ihre Mutter 1924 als „eine der geistvollsten Frauen des alten Österreichs. Auch Schriftstellerin: das war aber mehr Nebensache. – Plaudern, Aperçus, Aphorismen, geistvolle Briefe an bekannte Zeitgenossen, kurzum ‚Salon’, ‚große Dame’, das war Clara Schreiber.“ Das Paar heiratete 1866 und trat im März 1894 zum römisch-katholischen Glauben über. Weder Adele Schreiber noch ihre beiden Schwestern Ida (* 1886) und Elisabeth Margaretha, genannt Lilli (* 1874), die zunächst von Gouvernanten und Hauslehrern erzogen wurden, waren getauft. In ihrer Zeit als Reichstagsabgeordnete machte sie keine Angaben über eine Religionszugehörigkeit. Adele Schreiber zeigte als Mädchen großen Freiheitsdrang und empfand die Gebote der Schicklichkeit, die Schwimmen nur im Damenbassin erlaubte und Radfahren als unweiblich untersagte, als zutiefst ungerecht: In Auflehnung gegen diese Ungerechtigkeit war ich […] schon als Kind Frauenrechtlerin, um eine Wortbildung zu gebrauchen, die ich nicht leiden kann. Sie beneidete Jungen um ihre Freiheit: Sie durften Alles, was mir verweigert wurde. Unbändiger Drang nach Gerechtigkeit und Freiheit – das waren die Wurzeln aus denen mein ganzes Leben erwuchs.
Mit elf Jahren begann ihre schulische Ausbildung in einem Pensionat in Paris, in dem sie sich schnell heimisch fühlte. Ein weiteres Pensionsjahr in Stuttgart schloss sich an. Im Alter von 15 Jahren kehrte sie ins Elternhaus zurück. Den Wunsch, wie der Vater Medizin zu studieren, schlugen ihr die Eltern ab. Adele sollte das Leben eines jungen Mädchens aus gutem Hause führen und heiraten. Sie verbrachte ihre Zeit mit Klavierspielen und Handarbeiten, unterstützte die Mutter im Haushalt, bereiste aber auch England, Frankreich, Italien und andere europäische Länder und träumte nun davon, Schriftstellerin zu werden.
Mit 18 oder 19 Jahren las sie August Bebels Die Frau und der Sozialismus, abonnierte Karl Kautskys Zeitschrift Die Neue Zeit, für die sie Artikel schrieb, nachdem die Wiener Allgemeine Zeitung und das Wiener Fremdenblatt erste Texte gedruckt hatten. Auch in der von Clara Zetkin herausgegebenen Zeitschrift Die Gleichheit veröffentlichte sie Beiträge. In Bad Aussee besuchte sie zum ersten Mal heimlich eine sozialdemokratische Versammlung, in Wien nahm sie an einer Veranstaltung der Gesellschaft der Fabier teil. Ihre Eltern missbilligten dieses Interesse. Adele Schreiber suchte weiterhin nach der Möglichkeit, sich beruflich auf eigene Füße zu stellen. Die Möglichkeit bot sich, als sie 1897 das Angebot einer Versicherung erhielt, in Berlin eine Frauenversicherungsgesellschaft mit aufzubauen.

### Umzug nach Berlin

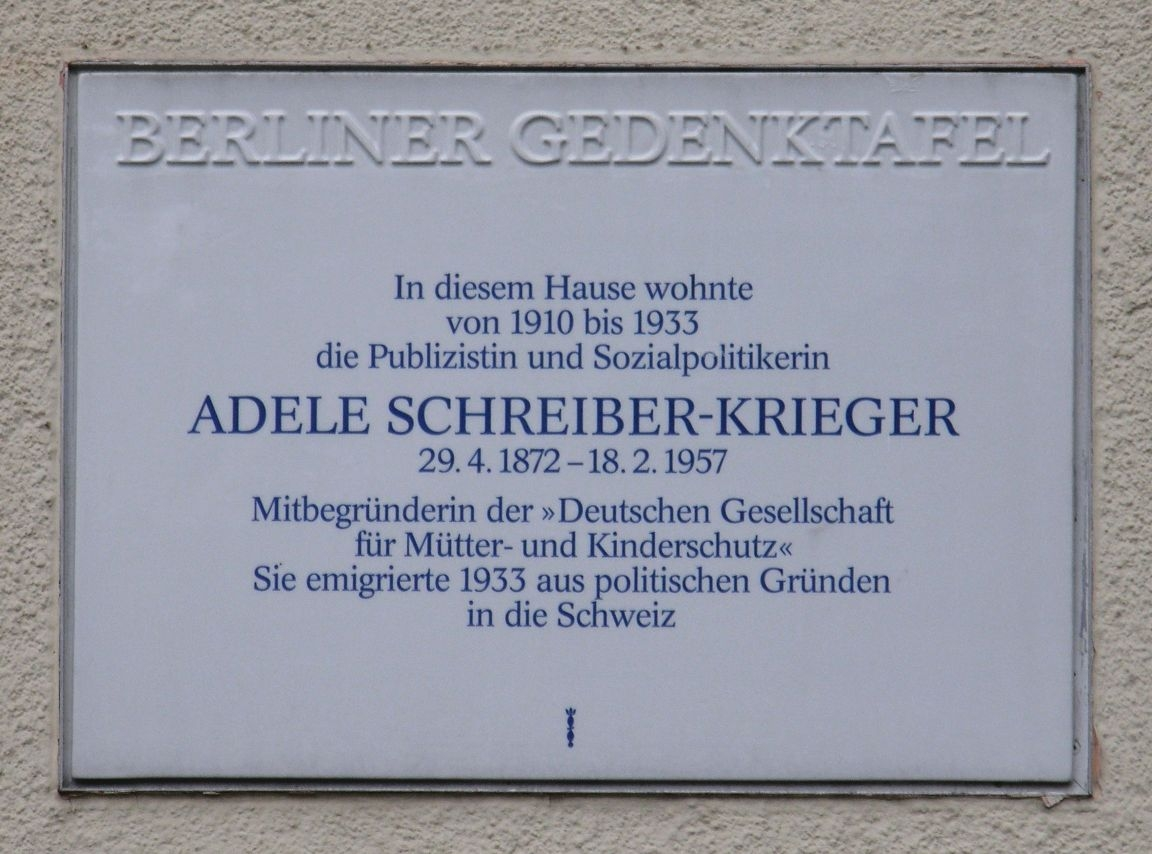
Berliner Gedenktafel für Adele Schreiber-Krieger an ihrem ehemaligen Wohnhaus in Berlin-Westend

1898 zog Adele Schreiber nach Berlin, wurde im folgenden Jahr Generalvertreterin der Versicherung für Berlin und seine Vororte und besuchte in ihrer Freizeit Vorträge und Veranstaltungen. Das Vorhaben einer Frauenversicherungsgesellschaft zerschlug sich; sie gab ihre Arbeit auf und schrieb Artikel und Buchrezensionen. Sie pflegte Kontakte zu Freunden ihrer Eltern, darunter die Schriftstellerin und Radikale der Frauenbewegungen Hedwig Dohm, die sie als die entzückendste aller alten Frauen, die ich je gekannt bezeichnete und deren Biografie sie 1914 verfasste. 1906 gab sie Das Buch vom Kinde heraus, für das ihre Schwester Lilli, die inzwischen geheiratet hatte und mit ihrem Mann Roman Baitz nach Berlin gezogen war, den Beitrag Die künstlerische Ausgestaltung der Kinderstube schrieb. Adele Schreiber hielt Vorträge zu Frauenthemen und zu sozialen Fragen. Ihren ersten Vortrag hielt sie 1899 im Verein der Frauen und Mädchen der Arbeiterklasse, deren Vorsitzende Ottilie Baader war, über das Thema Der Klassenkampf im Spiegel der Dichtung. Der SPD trat sie zunächst nicht bei, sondern zählte sich zum radikalen Flügel der Frauenbewegung.

### Studium der Nationalökonomie
Im Sommersemester 1900 nahm sie ein Studium als Gasthörerin an der Friedrich-Wilhelms-Universität auf und studierte fünf Semester Nationalökonomie. Immatrikulieren mit der Möglichkeit eines späteren Studienabschlusses konnte sie sich nicht, weil dies Frauen in Preußen erst 1908 erlaubt wurde. Über die Probleme, auch nur den Status einer Gasthörerin zu bekommen, schrieb sie: Die Berliner Alma Mater benimmt sich den Frauen gegenüber wie eine spröde Schöne, die ihre Bewerber lange schmachten läßt.

### Großbritannien 1901
Eine Reise nach Großbritannien 1901 machte sie mit der Arbeit der Settlement-Bewegung vertraut, die in Deutschland mit der Gründung von Volksheimen eine Entsprechung fand. In Londoner Settlements absolvierte sie ein dreimonatiges Praktikum. Sie lernte Sidney Webb und seine Frau Beatrice kennen und hörte Vorlesungen an der von ihnen gegründeten London School of Economics and Political Science. Stark beeindruckt war sie von der Bekanntschaft mit Louise Michel, der französischen Anarchistin. Sie führte ein Interview mit William Booth, dem Gründer der Heilsarmee, und hospitierte dort. Ihre Rückreise führte sie über Paris, wo sie die Bekanntschaft von Yvette Guilbert und Marguerite Durand machte.

### Engagement für das Frauenwahlrecht
In Berlin schloss sie sich dem Kampf gegen die Prostitution an und nahm 1902 am „Kongreß zur internationalen Bekämpfung des Mädchenhandels“ in Frankfurt am Main teil. Sie berichtete über Kongresse der Frauenbewegung und trat 1904, als der Bund Deutscher Frauenvereine in Berlin den Kongress des Internationalen Frauenrat (engl. International Council of Women) ausrichtete, als Referentin über Alters- und Invalidenversicherung auf. Über den Kongress berichtete sie im Vorwärts. 1904 war sie außerdem Mitbegründerin und Vizepräsidentin des Weltbundes für Frauenstimmrecht (engl. International Woman Suffrage Alliance, IWSA).
Im Bund Deutscher Frauenvereine überwog ab 1908, als sich die evangelischen Frauenvereine anschlossen, der gemäßigte Flügel. Adele Schreiber setzte sich fortan verstärkt für die Erringung des Frauenwahlrechts ein. 1909 war sie Delegierte beim „Internationalen Stimmrechtskongress“ in London und berichtete über Aktivitäten außerhalb des Kongresses: „Wer hätte wohl vor 14 Tagen geglaubt, dass ich die grün-weiß-lila Trikolore schwingend, unter den Klängen der Marseillaise mit an die Spitze des Suffragettes von den Toren des Holloway-Gefängnisses im Norden bis im Herz der Stadt nach Piccadilly marschieren würde! Ich selbst hab’ sicher nicht daran gedacht, als ich Berlin verließ, um mich sittsam und artig an dem Internationalen Frauenstimmrechtskongreß zu beteiligen.“ Von den englischen Suffragetten distanzierte sie sich nach 1914 und sprach davon, dass in England Terror herrsche. 1908 wurde sie Mitglied der Demokratischen Vereinigung und trat für diese als Diskussionsrednerin auf. 1911 sprach sie beim dritten Parteitag über das Thema Reichsversicherungsordnung und forderte eine Mutterschaftsversicherung. 1912 wurde sie auf dem vierten Parteitag in Nürnberg noch zu einer Beisitzerin im Parteiausschuss gewählt. Doch das schlechte Abschneiden bei der Reichstagswahl 1912 führte zu Auflösungserscheinungen der Partei. Im selben Jahr trat Adele Schreiber der SPD bei.

### Engagement für den Kinder- und Mütterschutz

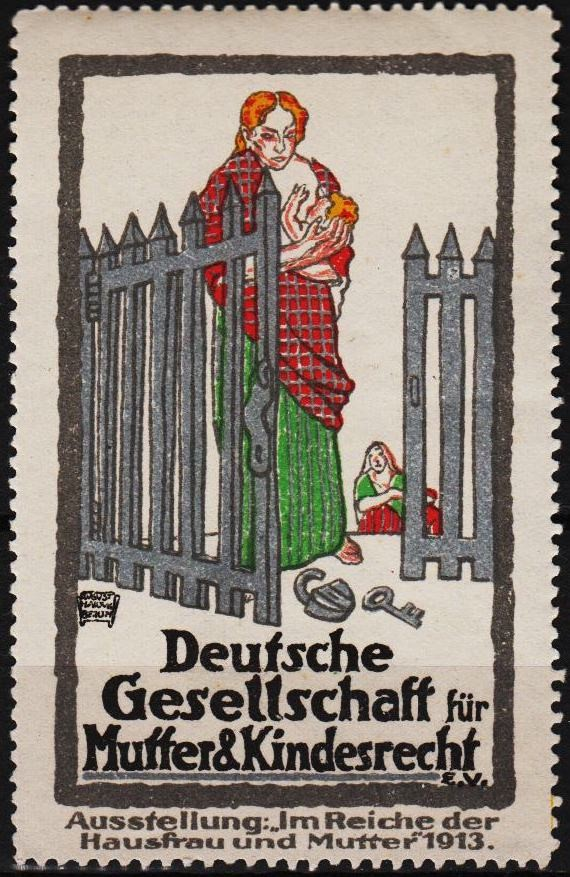
Reklamemarke im Auftrag von Adele Schreiber-Krieger von dem Künstler August Hajduk gestaltet für die Deutsche Gesellschaft für Mutter- und Kindesrecht und deren 1913 in Berlin veranstaltete Ausstellung „Im Reiche der Hausfrau und Mutter“

Ein wesentliches Gebiet ihres sozialen und politischen Einsatzes war der Kinder- und Mütterschutz. Hier setzte sie sich insbesondere für ledige Mütter ein und sah in Kinderkolonien nach amerikanischem, englischem und französischem Vorbild einen geeigneten Weg zu deren Versorgung. Bereits seit 1902 hatte sie im „Komitee für Säuglingsheime“ in Berlin mitgearbeitet. Mit Helene Stöcker, Ruth Bré, Lily Braun, Henriette Fürth und Alfred Ploetz gründete sie 1904 den Berliner Ortsverein des Bundes für Mutterschutz, dessen Vorstand sie angehörte. 1908 veröffentlichte sie die Schrift Der Bund für Mutterschutz und seine Gegner. Ende 1909 gab sie ihre Vorstandstätigkeit auf. Eine Rolle dabei spielte die Auseinandersetzungen mit Helene Stöcker, die später in gegenseitigen Privatklagen fortgesetzt wurden. Adele Schreiber verließ den Bund für Mutterschutz und gründete am 28. Mai 1910 die „Deutsche Gesellschaft für Mutter- und Kindesrecht“, deren Arbeit von Lily Braun, Minna Cauer, Regine Deutsch, Hedwig Dohm, Walther Borgius und anderen unterstützt wurde. Sie widmete sich der praktischen Arbeit für „eheliche und nichteheliche Mütter und deren Kinder“, setzte sich zum Ziel, die Lage von „Schwangeren, Entbindenden und Wöchnerinnen“ zu verbessern, sowie sozialpolitische und gesetzgeberische Reformen durchzusetzen.
Ab 1909 gab Adele Schreiber die Zeitschrift „Frauen-Fortschritt“ heraus, die nach kurzer Zeit wieder eingestellt wurde. Die letzte Ausgabe erschien am 27. Juli 1911.

### Mitglied des Reichstages
In den Jahren 1920 bis 1924 sowie von 1928 bis 1933 war Adele Schreiber sozialdemokratisches Mitglied des Reichstages.

### Emigration
Adele Schreiber emigrierte auf Grund der Machtergreifung der Nationalsozialisten 1933 in die Schweiz. Nach Aberkennung ihrer deutschen Staatsbürgerschaft 1939 reiste sie weiter nach Großbritannien, wo sie im Auftrag der britischen Regierung deutschen Kriegsgefangenen Demokratie-Unterricht erteilte. Sie wurde außerdem Mitglied der Labour Party. Erst nach Ende des Zweiten Weltkrieges kehrte sie im Jahr 1947 in die Schweiz zurück, wo sie 1957 starb.

### Ehe mit Richard Krieger
Durch ihre Vorstandsarbeit hatte Adele Schreiber den Schularzt Richard Krieger kennengelernt. Sie heirateten im November 1909. Bis zur Emigration in die Schweiz führte sie den Namen Schreiber-Krieger. Ihr Mann blieb in Deutschland. 1939 trafen sie sich in Island; er folgte ihr zunächst nach Großbritannien, kehrte jedoch 1945 nach Deutschland zurück. Er besuchte sie später regelmäßig in der Schweiz. Ob die Ehe geschieden wurde, ist nicht bekannt.
Ihr 60. Geburtstag im Jahr 1932 gab der Vossischen Zeitung den Anlass zu einem Bericht über sie.

## Ehrungen
Im Regierungsviertel in Berlin-Mitte wurde 2005 die Nordallee zwischen Schiffbauerdamm und Luisenstraße in Adele-Schreiber-Krieger-Straße umbenannt. In Charlottenburg-Wilmersdorf erinnert seit 1995 eine Gedenkplatte am Haus Ahornallee 50 an sie.

## Schriften (Auswahl)

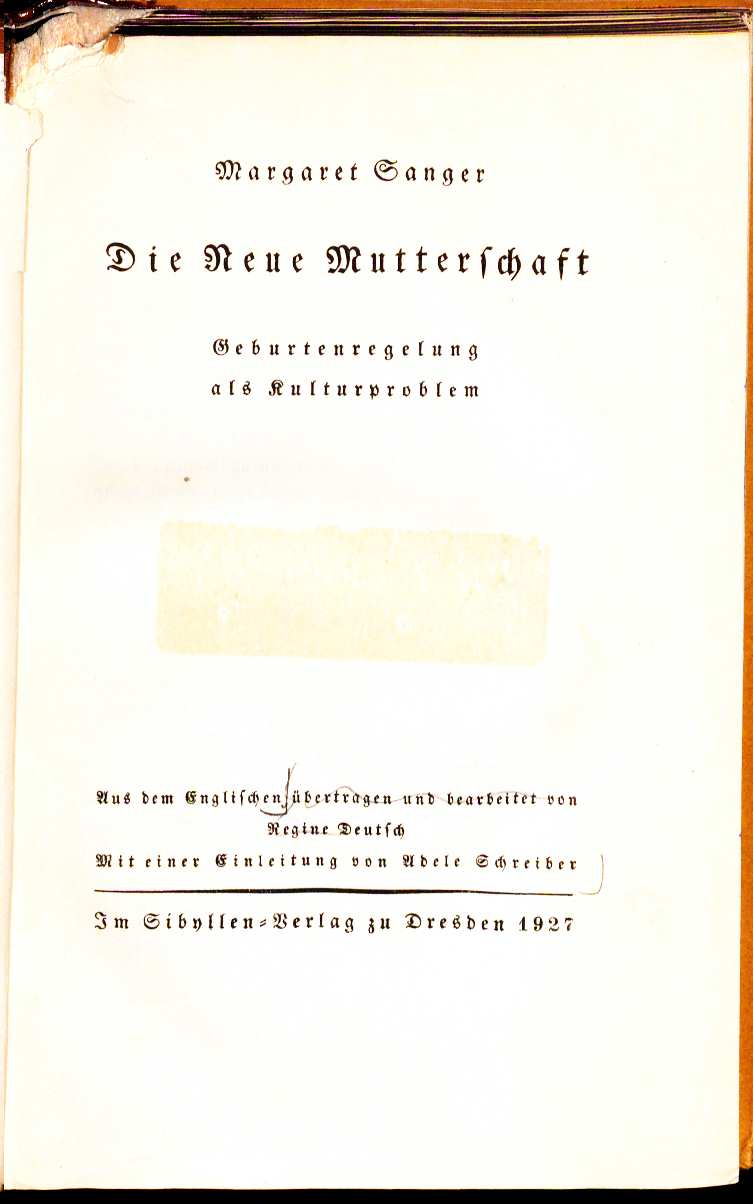
Margaret Sanger, Vorwort zur deutschen Übersetzung, 1927

- Settlements. (Ein Weg zum sozialen Verständnis). Felix Dietrich, Leipzig 1904.
- Das Buch vom Kinde: ein Sammelwerk für die wichtigsten Fragen der Kindheit unter Mitarbeit zahlreicher Fachleute. B.G.Teubner, Leipzig 1907.
- Der Bund für Mutterschutz und seine Gegner. Felix Dietrich, Leipzig 1909.
- (Hrsg.): Mutterschaft: ein Sammelwerk für die Probleme des Weibes als Mutter. Einleitung von Lily Braun. Langen, München 1912.
- Hedwig Dohm als Vorkämpferin und Vordenkerin neuer Frauenideale. 1914.
- Kleine Monographien zur Frauenfrage. 1914.
- Frauen! Lernt wählen! – Revolution und Frauenrecht. Berlin 1918.
- Die Frauenfrage im Lichte des Sozialismus. Dresden 1930, zusammen mit Anna Geyer, Anna Blos und Louise Schroeder.